# Thiên Trụ Sơn
Thiên Trụ Sơn hay dãy núi Thiên Trụ (tiếng Trung: 天柱山; bính âm: Tiānzhù Shān; nghĩa đen 'núi trụ trời') là một dãy núi nằm ở tỉnh An Huy, Trung Quốc. Dãy núi cũng được gọi là núi Hoàn (tiếng Trung: 皖山; bính âm: Wǎn Shān), đó là từ đó viết tắt xuất phát của tỉnh An Huy ("Wan"). Tên cổ của núi bao gồm núi Hoắc (霍山), núi Hành (衡山)(không nên nhầm lẫn với Hành Sơn của tỉnh Hồ Nam), và Thái Nhạc (太岳).
Ngọn núi này nằm ở huyện Tiềm Sơn, thành phố An Khánh. Dãy Thiên Trụ có 45 đỉnh núi cao trên 1.000 mét so với mực nước biển. Điểm cao nhất của nó có độ cao 1.760 mét (5.774 ft). Có hai con đường để tới được đỉnh, hoặc là từ phía đông hoặc từ phía tây; tuy nhiên con đường phía tây sẽ là lựa chọn khiến việc lên đỉnh dễ dàng hơn.
Một trong những địa điểm nổi tiếng là Thần Bí Cốc (tiếng Trung: 神秘谷; bính âm: Shénmì Gǔ). Đó là một thung lũng như mê cung hình thành bởi những tảng đá rơi xuống từ các ngọn núi. Thung lũng có 53 hang động, tạo thành một mê cung rất phức tạp. 